# Planeta solitario
Planeta Solitario o Pilot Guides (conocido igualmente como Trotamundos, en inglés Globe Trekker) es una serie de televisión enfocada en turismo de aventura, producida por Pilot Productions. La serie británica se inspiró en los libros de viajes de Lonely Planet y comenzó a emitirse en 1994. Planeta Solitario se emite en más de 40 países en seis continentes.
Cada episodio cuenta con un anfitrión, llamado un viajero, que viaja con un equipo de camarógrafos a un país, a menudo, con un entorno local relativamente exótico, y experimenta los paisajes, los sonidos y la cultura que el lugar tiene para ofrecer. Episodios especiales ofrecen a fondo visitas a ciudades, playas, buceo, compras, historia, festivales, y las guías gastronómicas.
El espectáculo a menudo va más allá de los destinos turísticos más populares con el fin de ofrecer a los espectadores una mirada más auténtica de la cultura local. Los presentadores suelen participar en los diferentes aspectos de la vida regional, tales como asistir a una boda tradicional o visitar una comunidad minera. Se dirigen directamente al espectador, en calidad de turistas convertidos en guías turísticos, pero también se filmaron interactuando con la gente y descubriendo lugares interesantes (sobre todo) las secuencias improvisado. Planeta Solitario a veces ha incluido igualmente breves entrevistas con los mochileros que comparten consejos sobre los viajes independiente en ese país en particular.